# Tadeus Reichstein
Tadeus Reichstein (Włocławek, Polonia; 20 de julio de 1897-Basilea, Suiza; 1 de agosto de 1996) fue un químico polaco, el primer científico nacido en Polonia que recibió el Premio Nobel de Medicina o Fisiología en 1950 por el "descubrimiento de las hormonas de la corteza suprarrenal, su estructura y efectos biológicos", según declaró el Comité del Premio Nobel.
Gracias a su estrategia para la producción masiva de vitamina C, el coste de este agente se redujo drásticamente, lo que permitió su uso terapéutico generalizado. El proceso parte de la D-glucosa, que se convierte en D-sorbitol por hidrogenación, seguida de fermentación para dar L-sorbosa y una protección de los grupos hidroxilo como acetales. A continuación, una oxidación da ácido 2-ceto-L-gulónico, que sufre una reacción de cierre de anillo para obtener vitamina C. Algunos métodos industriales modernos para la producción de vitamina C siguen basándose en un proceso Reichstein modificado.

## Biografía
Reichstein nació en el seno de una familia de judíos polacos en Włocławek, Imperio ruso. Sus padres fueron Gastawa (Brockmann) e Izydor Reichstein. Pasó su primera infancia en Kiev, donde su padre era ingeniero. Comenzó su educación en un internado en Jena, Alemania, y llegó a Basilea, Suiza, a la edad de 8 años.
En 1916 Tadeus Reichstein fue eximido del servicio militar, aprobó el examen de madurez en la Oberrealschule de Zúrich (liceo científico) y comenzó a estudiar química en la Universidad Técnica de Zúrich (ETH). Demostró ser un estudiante brillante, graduándose con la puntuación máxima en 1920. Cuando dejó la ETH con un título en ingeniería química, quería contribuir económicamente a su familia. Su primer trabajo fue un empleo de seis semanas por 200 francos, que consistía en analizar el vino de un comerciante local. A pesar de que el salario era escaso, Tadeusz aceptó de inmediato. Pronto descubrió que los ingresos de su jefe provenían principalmente de certificar vinos de dudosa calidad e incluso de vender certificados a importadores por vinos no probados.
Posteriormente trabajó para un hábil inventor de linternas de bolsillo que aún tenían varios defectos. Tadeusz fue bien remunerado por encontrar una solución a estos problemas y finalmente logró aportar los primeros 1000 francos a su padre. Después de un año en la industria, Reichstein comenzó a trabajar en 1921 en una tesis doctoral bajo la supervisión de Hermann Staudinger, a quien describió como:

"un buen profesor de química orgánica, capaz de crear un ambiente divertido, incluso estimulante, pero también un feroz instructor práctico amante de reacciones fuertes, fulminantes y malolientes".

Al mismo tiempo, Tadeus Reichstein pudo trabajar en secreto, durante aproximadamente dos o tres semanas, en el laboratorio de la bodega de Leopold Ruzicka, un asistente mal remunerado de Staudinger. De 1922 a 1931, siguiendo un plan de Staudinger para aislar los constituyentes volátiles del aroma del café tostado, Reichstein trabajó en un pequeño laboratorio privado en Albisrieden (un barrio de Zúrich) para una empresa alemana. Él y su asistente personal, Joseph von Euw, se enfocaron en este proyecto durante unos nueve años, trabajando de dieciséis a dieciocho horas al día. Gracias a sus estudios, se descubrió que el aroma del café está compuesto por sustancias extremadamente complejas que incluyen derivados del furano y del pirrol, así como sustancias que contienen azufre. En este período, Tadeus Reichstein publicó una serie de artículos sobre estas sustancias y sobre nuevos métodos para sintetizarlas; también estudió las sustancias aromáticas de la achicoria.
En 1927 se casó con Louise van Ufford, una holandesa que había conocido de joven como invitada de su madre: de este matrimonio nació su única hija, Ruth.
Posteriormente se trasladó a Basilea, en cuya universidad ejerció de catedrático.
Realizó trabajos sobre los glucósidos que ejercen acción farmacológica sobre el corazón y consiguió realizar la síntesis industrial de ácido ascórbico o vitamina C.
Se le otorgó el Premio Nobel de Fisiología o Medicina en 1950, compartido con Edward Calvin Kendall, Philip Showalter Hench, por sus estudios de las glándulas suprarrenales y el descubrimiento de la cortisona.
En años posteriores, Reichstein se interesó en la fitoquímica y citología de los helechos, publicando al menos 80 artículos sobre estos temas en las últimas tres décadas de su vida. Tenía un interés particular en el uso del número de cromosomas y el comportamiento en la interpretación de las historias de hibridación y poliploidía, pero también continuó con su interés anterior en los constituyentes químicos de las plantas.
Tadeusz, más allá de los noventa años, fue ingresado al hospital para la colocación de un marcapasos. En la mañana del segundo día después de la operación, dejó el hospital. Se cuenta que una enfermera, al verlo en la calle, corrió hacia él ordenándole que volviera inmediatamente a la cama. Tadeusz exclamó:

“Pero querida señorita, no tengo suficiente tiempo para pasar tres días en la cama”.

A la edad de 95 años, Reichstein subrayó que había vivido demasiado tiempo, pero agregó que tenía que vivir tres años más para completar dos artículos botánicos en los que estaba trabajando. A menudo se ocupaba de su herbario, su biblioteca, su colección de grabados y cuadernos, junto con manuscritos no concluidos, esperando poder completarlos y publicarlos. Tadeusz Reichstein falleció en Basilea el 1 de agosto de 1996, poco después de cumplir 99 años.

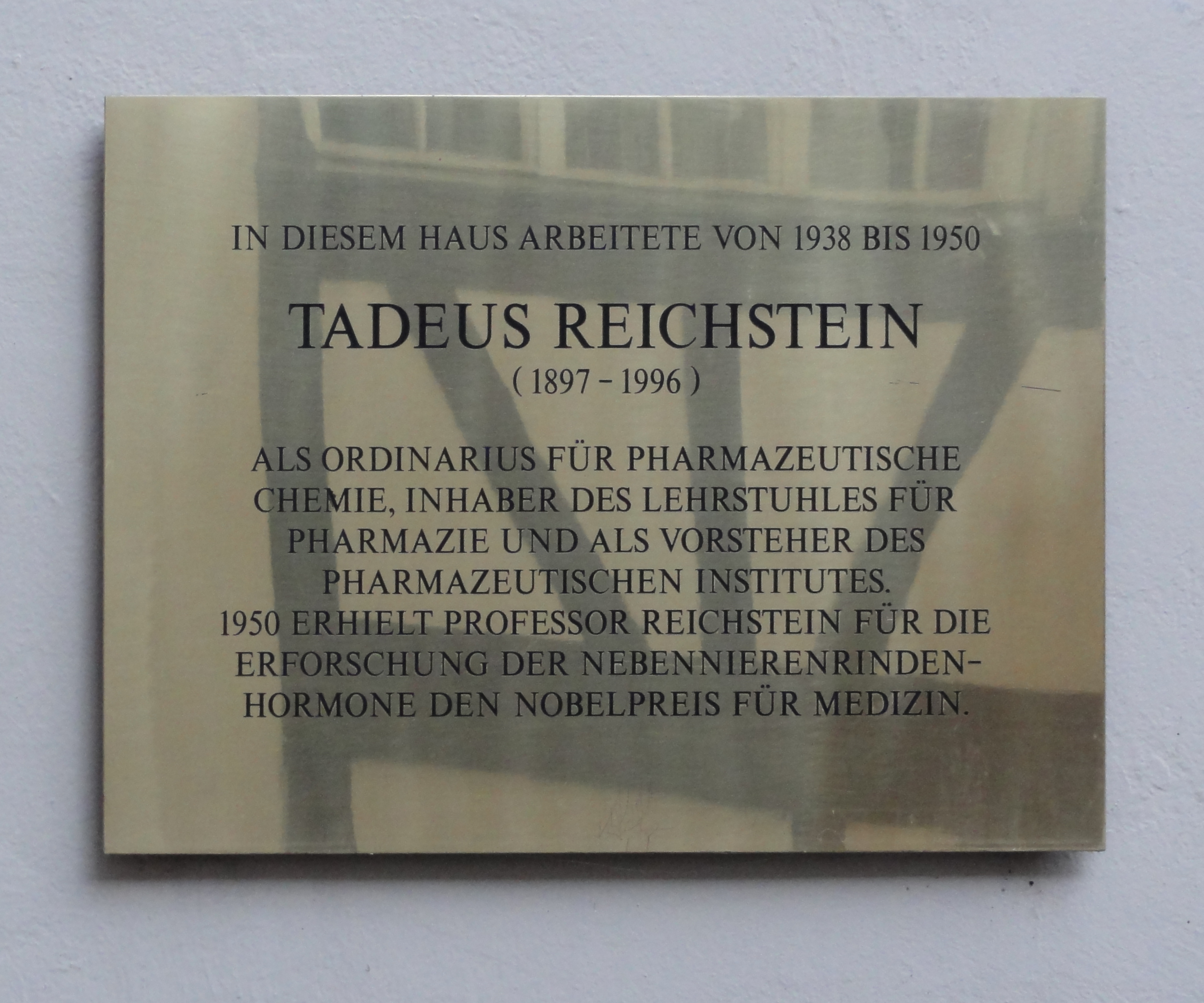
Placa dedicada a Tadeusz Reichstein ubicada en su última casa en Basilea.

## Trabajos de su autoría
- Una potente sustancia cristalina de la corteza de la glándula suprarrenal, la corticosterona.(Eine wirksame kristallinische Substanz aus der Rinde der Nebenniere, Corticosteron) Ámsterdam 1936. [9]
- Química de las hormonas corticales suprarrenales(Chemie der Nebennieren-Rinden-Hormone), Conferencia Nobel pronunciada en el Hospital Carolinian, Estocolmo, 11 de diciembre de 1950, Nordstedt 1951
- con Oswald Renkonen y Othmar Schindler: La constitución de Sinogenin: glucósidos y aglicones. (Die Konstitution von Sinogenin: Glykoside und Aglykone) Zagreb, 1957 [10]
- Los azúcares de los glucósidos cardioactivos (Die Zucker der herzaktiven Glykoside). En: Cuarto Congreso Internacional de Bioquímica, I: Química de Carbohidratos de Sustancias de Interés Biológico, Londres 1958, págs. 124–139.
- con Bernhard Lang y M. Maturova: Aislamiento de las sustancias de "Gloriosa superba Levin" (Isolierung der Substanzen aus „Gloriosa superba Levin“). Stuttgart, 1959 [11]
- Peculiaridades de los azúcares de los glucósidos cardioactivos (Besonderheiten der Zucker von herzaktiven Glykosiden). Weinheim, 1962 [12]
- con Adolf Portmann como editor: Hormonas - sustancias que controlan la vida (Hormone – Stoffe, die das Leben steuern).  Basilea, 1967

## Pasión por la botánica

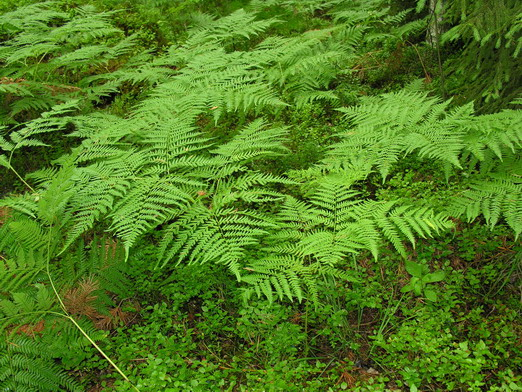
Pteridium aquilinum.

Reichstein dedicó parte de su vida a la construcción de dos pequeños jardines, uno ubicado cerca de su casa en la Weissenstein Straße y el otro cerca del pequeño pueblo de Agarone, entre Bellinzona y Locarno. También diseñó dos invernaderos subterráneos construidos específicamente para el cultivo de helechos. El jardín es conocido hoy en día por una cosecha increíblemente abundante de cerezas negras.
A los setenta y cinco años, anunció que abandonaría los estudios de Química orgánica para concentrarse en un campo especial de la botánica, la citogenética de los helechos. Reichstein se especializó en la realización de experimentos de hibridación de plantas en sus invernaderos.